# 4927 O’Connell
A 4927 O'Connell (ideiglenes jelöléssel 1982 UP2) a Naprendszer kisbolygóövében található aszteroida. Zdenka Vávrová fedezte fel 1982. október 21-én.